# Deon Richmond
Deon Richmond, född 2 juni 1978 i Harlem i New York, är en amerikansk skådespelare, mest känd för rollen som Rudy Huxtables vän Kenny (kallad "Bud") i NBCs sitcomserie Cosby och Jordan Bennett i ABCs/The WBs sitcomserie Sister, Sister. Han medverkar också i Wes Cravens skräckfilm Scream 3, i rollen som Tyson Fox.

## Filmografi (i urval)

### Filmer
- 1987 – Raw
- 1990 – Mo' Better Blues
- 2000 – Scream 3
- 2001 – Not Another Teen Movie
- 2002 – Van The Man
- 2006 – Hatchet

### TV-serier
- 1986–1992 – Cosby (TV-serie)
- 1993–1994 – Getting By (TV-serie)
- 1996 – I Coopers klass (TV-serie)
- 1997–1999 – Sister, Sister (TV-serie)
- 2014 – Psych (TV-serie)